# Uppsala Handbollsklubb
Uppsala HK är en handbollsklubb i Uppsala. Klubben är stadens största inom handboll efter att den bildats den 29 maj 2012 genom en sammanslagning av handbollsverksamheterna i Uppsalaklubbarna HK71 och Upsala Studenters IF.

## Historia
Uppsala HK spelade under premiärsäsongen  2012/2013 med båda sina representationslag i division 3. Under sin första säsong hade föreningen mer än 20 lag i seriespel. Säsongen 2013/2014 vann herrlaget serien och spelade den följande säsong i division 2. Farmarlaget fick en uppflyttningsplats och spelade således i division 3 följande säsong. Även de båda damlagen spelade i division 3.
Herrlaget i division 2 värvade in Gutte Ahlroos,  med meriter från finsk handboll, inför säsongen 2014/2015. De placerade sig på en kvalplats till division 1. Där förlorade laget  mot Guifpojkarna och blev därför kvar en säsong till i division 2. Damlaget slutade obesegrade i division 3. Under säsongen växte ungdomsverksamheten och föreningen blev i och med detta Upplands, till antalet spelare, största handbollsförening samt Uppsalas nionde största idrottsförening.
Herrlaget bytte även inför säsongen 2015/2016 tränare och rekryterade Dagge Lundin. Laget vann serien och avancerade därmed till Division 1. Damlaget, under ledning av Björn Kaka Kardell, slutade som nykomlingar tvåa i serien och avancerade efter att en vakant plats uppstod i division 1 Norra. Detta innebar att även damlaget avancerade en division för andra året i följd. Genom satsningar på ungdomsverksamheten i form av handbollsskola och Bollkul växte ungdomsverksamheten även detta år. Sedan tidigare hade klubben strävat efter att ha lag i både norra och södra stadsdelarna. Denna säsong satsade man på en sektion även för östra delarna.
Säsongen 2016/2017 blev föreningen på Uppsala Idrottsgala utsedd till Årets ungdomsförening. Herrlaget befäste under året sin plats i division 1 Norra, men för damlaget blev det bara en ettårig sejour. Flera ungdomslag spelade Ungdoms-SM ända till steg 4 och i slutet av säsongen lyckades pojkar -02 vinna turneringen Irstablixten. Säsongen avslutades med att föreningens damjuniorer och A-flickor vann sina klasser i Åhus beachhandbollscup, där Uppsala HK även blev bästa förening.
Föreningen fick säsongen 2017/2018 på Uppsala Idrottsgala motta priset som Årets jämställda förening. Ordförande Caroline Lundström och lagkaptenerna från A-seniorlagen Tina Sandell och Per Ehn tog emot priset. Damlaget spelade i division 2 och kvalade till division 1, men förlorade mot IFK Norrköping. Herrlaget spelade i division 1, men hamnade på kvalplats till division 2 och förlorade kvalet mot IFK Nyköping. Föreningen fick under säsongen tillgång till Svandammshallen som byggts om för handbollen med en plan på 37x18 meter. 
Föreningen hade säsongen 2018/2019 totalt 524 aktiva medlemmar. Ungdomsledare Karolina Åberg Andersson tilldelades priset Årets ungdomstränare i Uppsala vid Uppsala Idrottsgala. Föreningen var även en av finalisterna till titeln Årets ungdomsförening i Uppsala. Damlaget spelade i division 2 och kvalade sig till en plats i division 1 efter seger mot Boden. Herrlaget hamnade i mitten av serietabellen i division 2.
Säsongen 2019/2020 hade föreningen 511 aktiva medlemmar och var återigen en av finalisterna till Årets ungdomsförening på Uppsala Idrottsgala. Damlaget hamnade på 7:e plats i division 1 och herrlaget på en 6:e plats i division 2. Under säsongen startades paraträning i klubben. Uppsala HK var återigen en av de största föreningarna på Åhus beachhandbollscup. 
Genom satsning på handbollsskolor i Uppsala  växte föreningen ytterligare och omfattade säsongen 2020/2021 totalt 795 aktiva medlemmar. Seriespelet startades upp som vanligt i september, men fick under hösten stängas ner givet Covid-19-pandemin. Handbollsskolorna fortsatte locka medlemmar och säsongen 2021/2022 omfattade föreningen 1 026 aktiva medlemmar. Damlaget kvalade till Allsvenskan, men med förlust mot GF Kroppskultur i sista omgången blev det fortsatt spel i division 1 norra. Herrlaget kvalade till division 1, men med förlust i direktoff 2 mot Skuru IK blev det fortsatt spel i division 2. Två av ungdomslagen (F05 och P07) tog sig till steg 4 i Ungoms-SM. Sommaren avslutades med att Uppsala HK vann Åhus beachhandbollscup i P18. 
Säsongen 2022/2023 fortsatte föreningen att växa och omskrevs i dagspressen. Damlaget behöll platsen i division 1 norra med en ung spelartrupp. Herrlaget blev seriesegrare och detta medförde direktkvalificering till division 1 norra säsongen 2023/2024. Damjuniorerna tog sig till steg 4 i Ungoms-SM. Herrlaget avancerade till gruppspel i ATG Svenska Cupen säsongen 2023/2024. De fick spela mot IFK Skövde (Handbollsligan), Tyresö (Allsvenskan) och Amo (Allsvenskan). De slutade sist i gruppen.  
Säsongen 2023/2024 var första året i Division 1 Norra för herrlaget och slutade sexa i tabellen. Damlaget hade en tuff säsong och tvingades lämna Division 1 Norra för spel i Division 2 Öst.   
Säsongen 2024/2025 var en stor framgång för klubben där herrlaget slutade trea i Division 1 Norra och fick därmed kvala till Allsvenskan. I kvalet föll laget i två raka mot storsatsande Kroppskultur från Uddevalla. Det var resultatmässigt den bästa säsongen för ett herrlag från Uppsala på över 40 år! Damlaget som åkte ner i Division 2 Öst förra säsongen fick starta om med många unga talanger i laget och slutade fyra. Herrjuniorerna fortsatte att imponera och tog sig vidare till steg 4 i USM för första gången i klubbens historia.   

## Evenemang
I början av handbollssäsongen ordnar föreningen varje år en handbollscup.